# Лос Алтос Хилс (Калифорнија)
Лос Алтос Хилс (енгл. Los Altos Hills) град је у америчкој савезној држави Калифорнија. По попису становништва из 2010. у њему је живело 7.922 становника.

## Демографија
Према попису становништва из 2010. у граду је живело 7.922 становника, што је 20 (0,3%) становника више него 2000. године.
| Група             | 2000.         | 2010.         |
| Белци             | 5.795 (73,3%) | 5.239 (66,1%) |
| Афроамериканци    | 47 (0,6%)     | 37 (0,5%)     |
| Азијати           | 1.667 (21,1%) | 2.109 (26,6%) |
| Хиспаноамериканци | 170 (2,2%)    | 213 (2,7%)    |
| Укупно            | 7.902         | 7.922         |